# Ernest-Emile Petit
Ernest-Emile Petit, francoski general, * 20. februar 1888, Paimbœuf, † 29. maj 1971, Saint-Maur-des-Fossés.